# Laulne
Laulne é uma comuna francesa na região administrativa da Normandia, no departamento Mancha. Estende-se por uma área de 9 km². Em 2010 a comuna tinha 194 habitantes (densidade: 21,6 hab./km²).